# Marko's Magic Football
Marko's Magic Football (ou Marko) est un jeu vidéo d'action sorti en 1994 sur Mega Drive, Mega-CD, Super Nintendo et Game Gear. Le jeu a été développé et édité par Domark.